# Cornelis Garritsen
Cornelis Garritsen (Hoensbroek, 19 november 1921 - Loosdrecht, 20 maart 1945) was een Nederlandse verzetsstrijder in de Tweede Wereldoorlog. Hij werd geëxecuteerd wegens zijn betrokkenheid bij een wapendropping in de buurt van Lunteren.

## Levensloop
Garritsen was de zoon van Herman Garritsen (1876-1940) en Jansje Lagerweij (1897-1974). Het stel trouwde in 1919 in Hoensbroek, waar Cornelis Garritsen twee jaar later ter wereld kwam. In ieder geval de eerste jaren van zijn jeugd bleef de familie daar wonen. Zijn vader was mijnwerker en later kolenhandelaar. Cornelis Garritsen volgde in zijn voetsporen. Op het moment dat zijn vader overleed woonde het gezin aan de Tulpweg 8 in Ede, het geboortedorp van moeder Jansje.
Garritsen was tijdens de Tweede Wereldoorlog lid van de verzetsgroep van Menno de Nooij. Hij was actief als klusjesman en koerier. In de nacht van 2 op 3 maart 1945 vond er een wapendropping plaats op het terrein de Keuenklep in de buurt van Lunteren. De geallieerden wilden kort daarna het terrein nogmaals gebruiken voor een nieuwe dropping. Binnen de Edese verzetsleiding speelde zich een discussie af of het wel verstandig om zo kort na de eerste dropping het terrein opnieuw te gebruiken. Mogelijk hielden de Duitsers het gebied extra in de gaten. Terwijl de discussie nog voortsleepte, begon de verzetsgroep van De Nooij wel alvast met voorbereidingen. In de buurt van de Leperkoen werd een nieuw onderkomen ingericht waar in geval van nood de seinlampen en wapens konden worden ondergebracht.
De dropping ging door in de nacht van 8 op 9 maart 1945. De dropping zelf verliep aanvankelijk goed, maar het was een NSB'er die zich in de buurt ophield opgevallen dat er zich in de vooravond wel heel veel volk in het bos bevond. Hij werd achterdochtig en waarschuwde de Duitsers die massaal aanrukten. Na afloop fietste Garritsen samen met Folkert Roosjen weg, maar zij wisten zich ineens omsingeld door Duitse soldaten. In totaal werden die nacht en kort daarna 18 mensen opgepakt die betrokken waren bij de dropping.
De arrestanten werden overgebracht naar De Wormshoef, het regionale hoofdkwartier van de Sicherheitsdienst. Zij werden daar met veel geweld ondervraagd en na een paar dagen getransporteerd naar Kamp Amersfoort als todeskandidat. Op 20 maart 1945 werden tien arrestanten, waaronder Garritsen en vijf andere betrokkenen bij de wapendropping, met de bus vervoerd naar Loosdrecht. In de berm van de weg waar een week eerder een Duitse onderofficier was gedood werden zij geëxecuteerd.

## Postuum
Het lichaam van Garritsen werd na de oorlog bijgezet in Het Mausoleum in Ede. Hij ontving postuum het Verzetsherdenkingskruis. In april 2017 werd bekend dat er een Cornelis Garritsenstraat komt in de nieuw te bouwen verzetsheldenbuurt op het voormalige kazernecomplex Ede-Oost.